# Боевая психическая травма

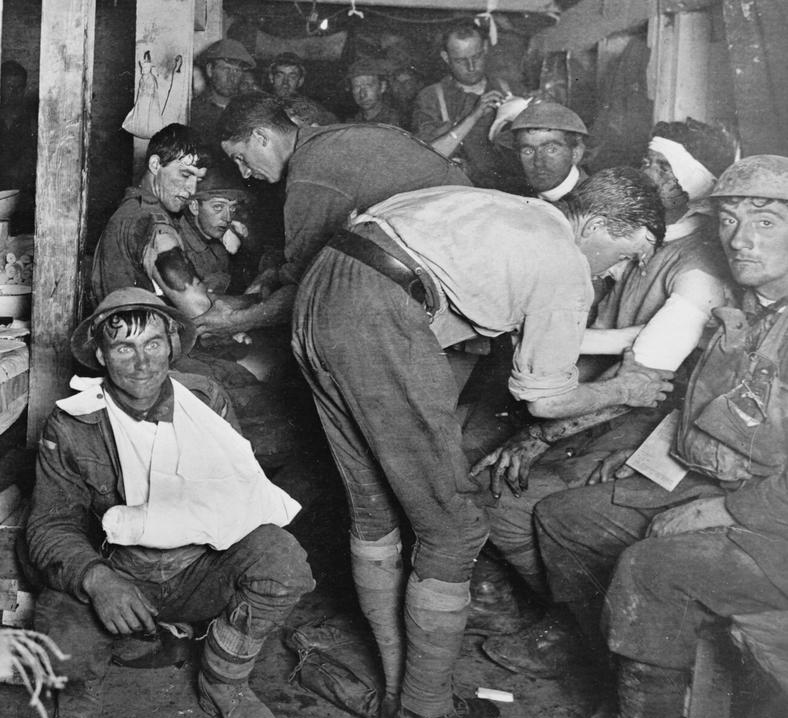
Снимок на перевязочном пункте вблизи Ипра, 1917 год. Раненый солдат в левом нижнем углу имеет отрешённый взгляд — частый симптом БПТ.

Боева́я психи́ческая тра́вма (БПТ) — психическая травма, вызванная воздействием факторов боевой обстановки.
БПТ приводит к расстройствам психики различной степени тяжести. Военнослужащий, получивший БПТ, не способен вести боевые действия. БПТ следует отличать от контузии, отравления и других боевых повреждений, имеющих соматический характер.

## Значимость
Опыт боевых действий подтверждает, что войска наряду с неизбежными физическими потерями несут ощутимые психологические потери. Это, прежде всего, связано с получением воинами боевых психических травм, которые, в свою очередь, приводят к расстройствам психической деятельности, полной или частичной потере боеспособности.— А. А. Кадочников «Психологическая подготовка к рукопашному бою»

## Причины
Существует мнение, что основным фактором, приводящим к БПТ, является опасность, угрожающая жизни и здоровью, что, как правило, связано с восприятием картины гибели и ранений других людей.
Видимо, также играет роль моральное состояние солдат и отношение командования к БПТ:

Боевая усталость не признавалась у немцев каким-то особым состоянием. Она считалась трусостью. Солдат, которые хотели избежать участия в боевых действиях самострелом, просто расстреливали. В этом смысле американская, канадская и английская армии были чересчур цивилизованными. Большинство психоневротических потерь произошли в результате сражений в живых изгородях, и большинство таких жертв были солдаты из пополнений, брошенные в бой плохо подготовленными. К концу этой кампании около 30 тыс. военнослужащих Первой армии США были зарегистрированы как психологические потери. По оценке главного врача сухопутных войск США, в частях на передовой психологические потери составляли до 10 процентов личного состава.

После войны и английские, и американские армейские психиатры писали, что они были поражены тем, как мало случаев боевой усталости они отмечали среди немецких военнопленных, хотя те гораздо сильнее страдали от бомбардировок и артобстрелов союзников. Они пришли к заключению, что пропаганда нацистского режима с 1933 г., очевидно, способствовала психологической подготовке солдат. Можно отметить и то, что тяготы жизни в СССР закалили тех, кто служил в рядах РККА. От солдат западных демократий нельзя было ожидать, что они могут выдержать такие же лишения.— Энтони Бивор «Вторая мировая война»
БПТ можно разделить на две группы. В первом случае проявления БПТ возникают в относительно короткий промежуток времени, практически в момент возникновения психотравмирующей ситуации. Военнослужащий, получивший БПТ, может впасть в полную заторможенность (ступор), слабо или совсем не реагировать на окружающую обстановку или, наоборот, проявлять высокую двигательную активность (метаться, кричать и т. д.) В тяжёлых случаях возникают нарушения слуха, зрения, речи, координации движений.
При этом БПТ нужно отличать от проявления растерянности или трусости: никакие призывы, уговоры, угрозы, пощёчины не выводят человека из состояния дезориентации и лишь могут усугубить последствия БПТ.
Ко второй группе относятся БПТ, развивающиеся относительно продолжительное время под воздействием менее выраженных, но постоянно действующих факторов. В этом случае накопление психического напряжения происходит постоянно и незаметно для военнослужащего. Он может стать замкнутым, угрюмым, грубо реагировать на обращение к себе со стороны товарищей.

## Классификация
Реакции на потенциально травмирующие события могут быть острыми, подострыми и отдалёнными. К острым реакциям относятся адаптивные и дезадаптивные явления боевого стресса. Дезадаптивные реакции боевого и служебного стресса обозначают акронимом COSR (Combat and Operational Stress Reaction). К отдалённым последствиям боевой психической травмы относятся посттравматические стрессовые расстройства (ПТСР).

## История
Существует мнение о наблюдении БПТ в древности. Исследователи указывают на упоминания Геродотом психосоматических расстройств у участников Марафонского сражения. Геродот упоминает воина по имени Эпицелиус, полностью потерявшего зрение, без каких-либо внешних повреждений. Обнаружены также письменные свидетельства боевых психических расстройств эпохи Ассирийского царства (1300 до н. э.). В источниках этого периода упоминаются «призраки убитых в сражениях врагов», преследовавшие ветеранов войн. По мнению специалистов, описанные симптомы схожи с теми, что наблюдаются у солдат, участвовавших в рукопашных схватках.
В 1871 году Якоб Мендес да Коста описал психосоматические нарушения у солдат времён гражданской войны в США. В клинической картине у них доминировали кардиологические симптомы, что позволило автору назвать это состояние «солдатское сердце».
Боевая психическая травма (англ. shellshock — снарядный шок) впервые была признана как особый феномен военного времени во время Первой мировой войны в Канаде, США и большинстве европейских стран. Ввиду того, что многие солдаты становились парализованы, глухи и немы без каких-либо указаний на органические повреждения, некоторые невропатологи и психиатры начали рассматривать возможность того, что артиллерийский огонь сам по себе вызывает невротическую болезнь. Термин shellshock был введён в обращение британским психиатром Чарльзом Майерсом зимой 1915 г. и с самого начала вызвал споры. В 1917 г. британское военно-медицинское общество (The Army Medical Society) даже наложило запрет на его использование.
Однако ещё до этого, во время русско-японской войны 1904—1905 годов, российские психиатры призывали военно-медицинские власти официально признать психиатрических пациентов, оказавшихся в военных госпиталях, именно психически больными (а не симулянтами или соматическими больными). Ряд российских психиатров предлагал объяснять неврозы, связанные с войной, при помощи понятия «травматический невроз». П. М. Автократов, начальник психиатрического отделения варшавского Уяздовского военного госпиталя, был назначен уполномоченным Красного Креста по психиатрическим вопросам на Дальнем Востоке. К осени 1904 г. он начал организовывать психиатрический госпиталь в Харбине, несколько психиатрических приёмно-сортировочных станций на линии фронта и специальные эвакуационные поезда для перевозки психически больных на долгосрочное лечение. Именно это заставило одного американского наблюдателя заявить, что «впервые в мировой истории специалисты особо ухаживали за психически больными — от линии фронта и до тыла».
В начале Первой мировой войны Министерство внутренних дел Российской империи 25 июля (7 августа) 1914 г. разослало циркуляр губернаторам с просьбой определить количество имеющихся мест в домах для душевнобольных и подготовить земские психиатрические лечебницы, а также психиатрические палаты больниц для принятия новых военных пациентов. Но зимой 1914—1915 гг. поток психиатрических пациентов с фронта и из тыловых подразделений уже не вмещался в существовавшие психиатрические учреждения России. Первая мировая война была более психотравмирующей по сравнению с прежними войнами. Артиллерийская канонада целыми неделями, громадные потери живой силы, когда лишь один снаряд мог выводить из строя десятки человек, позиционная война, означавшая многие недели и месяцы пребывания в грязных, сырых окопах в ожидании смерти, вызывали истощение нервной системы.
Вторая мировая война возобновила интерес к военным стрессовым реакциям, появился термин «невроз военного времени». В 1952 г. Американское психиатрическое общество включило в классификацию DSM 2 «реакцию на сильный эмоциональный и физический стресс».
Средние потери в связи с психическими расстройствами в период русско-японской войны составили 2-3 случая на 1000 человек, а в Первую мировую войну показатель «психических боевых потерь» составлял 6-10 случаев на 1000 человек.
По данным американских ученых, в период Второй мировой войны количество психических расстройств у солдат армии США выросло по сравнению с Первой мировой войной на 300 %. При этом общее количество освобождаемых от службы в связи с психическими расстройствами превышало количество прибывающего пополнения.
Во время локальных войн в Корее и Вьетнаме психогенные потери в армии США составляли 24-28 % от численности личного состава, непосредственно участвовавшего в боевых действиях.
В России тема боевых психических травм не изучалась со времён Первой мировой войны. Во время Великой Отечественной войны последствия психической травмы (как «проявления трусости и паники») с самого начала войны были приравнены к членовредительству и дезертирству. Если человек, не имея ранения, начинал демонстрировать приступы «военной истерии», как это тогда называлось, и терял способность продолжать боевые действия или в последующем у него развивались посттравматические состояния, то его приравнивали к дезертиру. Возрождение внимания к проблематике травматического стресса произошло в России только в 1990-е годы.